# Miran Tepeš
Miran Tepeš, född 25 april 1961 i Ljubljana, är en slovensk tidigare backhoppare och nuvarande idrottsledare. Tepeš tävlade för dåvarande Jugoslavien. Han representerade SSK Ilirija. 

## Karriär
Miran Tepeš debuterade internationellt i tysk-österrikiska backhopparveckan säsongen 1978/1979 och blev nummer 45 i öppningstävlingen i Schattenbergschanze i Oberstdorf i Västtyskland 30 december 1978. Han startade också i backhopparveckan säsongen 1979/1980. Backhopparveckan ingick då i nystartade världscupen. Han blev nummer 59 i sin första världscuptävling. Han var på segerpallen i en deltävling i världscupen första gången i skidflygningsbacken Čerťák i Harrachov i dåvarande Tjeckoslovakien 23 februari 1985. Tepeš har 11 säsonger i världscupen och som bäst blev han nummer fyra totalt säsongen 1986/1987. Han har 6 andraplatser och två tredjeplatser i deltävlingar i världscupen.
Tepeš deltog för Jugolsavien i olympiska spelen 1980 i Lake Placid i USA. Där blev han nummer 44 i normalbacken och nummer 40 i stora backen i Intervale Ski Jump Complex. Under OS 1984 på hemmaplan i Sarajevo blev han nummer 27 i normalbacken och nummer 45 i stora backen. I olympiska spelen 1988 i Calgary i Kanada var Tepeš nära en bronsmedalj i tävlingen i normalbacken. Han var endast 0,6 poäng från bronset och 0,9 poäng från silvermedaljen. I Calgary arrangerades för första gången i OS-sammanhang lagtävling i backhoppning. Miran Tepeš och lagkamraterna Primož Ulaga, Matjaž Zupan och Matjaž Debelak vann silvermedaljen, bara slagna av Finland med Matti Nykänen i laget. Nykänen vann tre guldmedaljer i samma OS.
Miran Tepeš tävlade i 4 Skid-VM. Han startade i de individuella tävlingarna i Oslo 1982, i Seefeld in Tirol 1985, i Oberstdorf 1987 och i Val di Fiemme 1991. Hans bästa VM-tävling var i Oberstdorf 1987 då han blev nummer 12 i normalbacken ock nummer 13 i stora backen.
Tepeš startade i två skidflygnings-VM. På hemmaplan 1985 i skidflygningsbacken Letalnica i Planica blev han nummer 6, 12,5 poäng från prispallen. I skidflygnings-VM 1990 i Vikersund i Norge blev han nummer 15.
Miran Tepeš tävlade i världscupen sista gången 29 mars 1992, i Planica.

## Senare karriär
Efter avslutad aktiv idrottskarriär har Tepeš bland annat varit verksam i FIS som funktionär vid internationella backhoppstävlingar. Han styr ljuset som ger backhopparna klarsignal.

## Övrigt
Miran Tepeš är far till de slovenska backhopparna Jurij och Anja Tepeš.